# Antirevisionismo

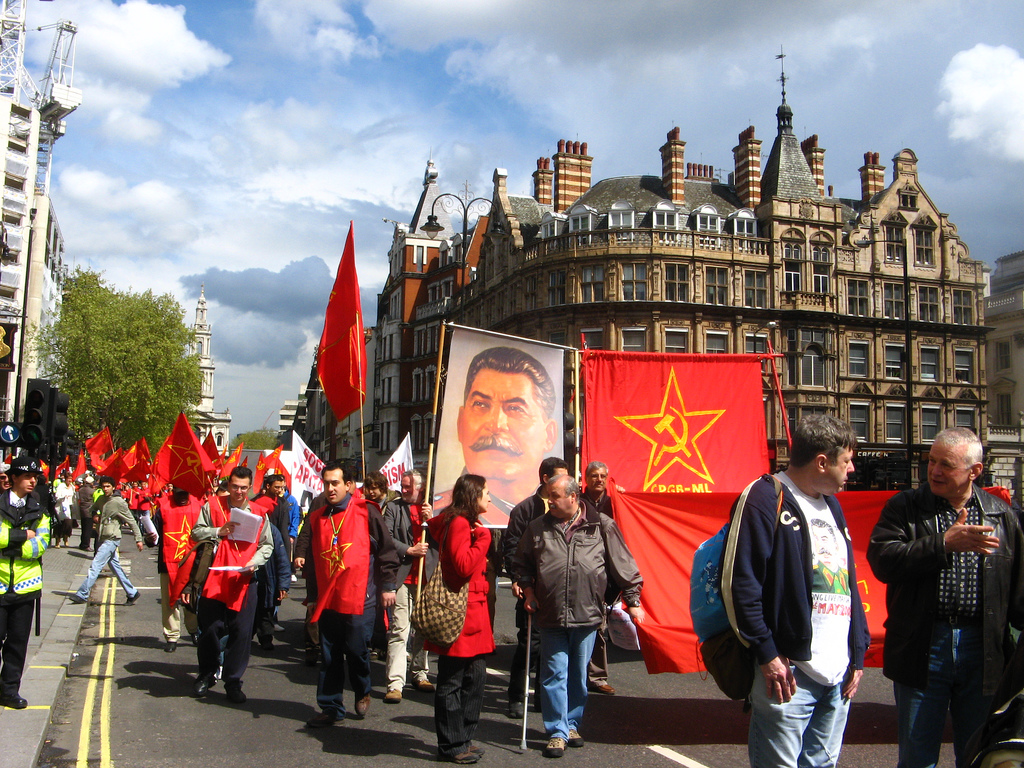
Manifestazione del Partito Comunista di Gran Bretagna (Marxista - Leninista), organizzazione antirevisionista del Regno Unito.

L'antirevisionismo, in ambito marxista-leninista, è inteso come la condivisione della teoria e della prassi politica di Iosif Stalin.
Gli antirevisionisti affermano che l'Unione Sovietica di Stalin realizzò nel modo più corretto ed efficace le idee di Marx, Engels e Lenin perché tra gli anni 1920 e 1950 quel Paese mantenne un elevato tasso di crescita economica. Ipotizzano, quindi, che se l'Unione Sovietica avesse continuato a seguire la politica stalinista, allora sarebbe stata in grado anche di realizzare un comunismo prospero. Per questa ragione le successive "revisioni" del sistema sovietico sono, per loro, ingiustificate ed all'origine del declino del regime di quel Paese e di tutti gli Stati alleati (i Paesi facenti parte del Patto di Varsavia, ma non solo).
L'antirevisionismo è visto dai suoi seguaci come una teoria e prassi scientifica e sicura per la costruzione del comunismo scevra, a loro avviso, della corruzione politica e dell'elitismo del trotskismo e dell'idealismo della Sinistra comunista.
Gli oppositori dell'antirevisionismo ritengono che le politiche di Stalin e Mao siano state degenerazioni della dottrina comunista che hanno eliminato le libertà civili, dato il potere economico a delle élite burocratiche invece che alle classi lavoratrici, creato un culto della personalità del leader incompatibile con il marxismo e mantenuto una politica di imperialismo nei confronti di leader comunisti dissidenti.
Per quanto riguarda il giudizio verso altri leader comunisti, gli antirevisionisti sono divisi in particolare sulle figure di Mao Zedong ed Enver Hoxha e le politiche condotte sotto i loro governi nella Repubblica Popolare Cinese e nella Repubblica Popolare Socialista d'Albania: i maoisti considerano Mao come un antirevisionista legittimo e molto influente, in disaccordo con i seguaci di Enver Hoxha.
All'estero l'atteggiamento antirevisionista nei confronti di Stalin viene anche chiamato neostalinismo.